# Фишкалија (Валча)
Фишкалија (рум. Fișcălia) насеље је у Румунији у округу Валча у општини Јонешти. Oпштина се налази на надморској висини од 178 m.

## Становништво
Према подацима из 2011. године у насељу је живело 323 становника.